# جيك دانيلز
جيك دانيلز (بالإنجليزية: Jake Daniels) هو لاعب كرة قدم بريطاني في مركز الهجوم، ولد في 8 يناير 2005. لعب مع نادي بلاكبول.

## وصلات خارجية
- جيك دانيلز على موقع إي إس بي إن إف سي (الإنجليزية)
- جيك دانيلز على موقع قاعدة بيانات كرة القدم.إي يو (الإنجليزية)
- جيك دانيلز على موقع Soccerbase.com (لاعب) (الإنجليزية)
- جيك دانيلز على موقع Soccerway.com (الإنجليزية)